# Arnuwandas II
Arnuwandas II va ser un rei hitita cap a l'any 1320 aC. Era fill de Subiluliuma I.
Va fer diverses campanyes amb el seu pare com a príncep hereu, sobretot a les campanyes d'Assíria i Amurru, on va adquirir fama de bon guerrer. Va succeir al seu pare, que havia mort víctima d'una epidèmia però ell mateix va morir també afectat per la mateixa epidèmia al cap d'uns mesos sense deixar hereu. En el seu curt regnat va contribuir a restablir a Manapa-Tarhunta I com a rei de Seha.
Es coneix un segell d'aquest rei on el seu nom està associat al de la seva madrastra que tenia el títol de Tawananna, ja que segons el costum de la família reial, fins que el jove rei no es casava amb una "Gran reina", la vídua del rei anterior tenia les prerrogatives d'aquesta dignitat.
La seva mort prematura va portar al tron al seu germà més jove i inexpert, Mursilis II, i com era freqüent en aquella època, la mort d'un gran rei i la seva substitució per un altre d'aparença més dèbil, provocava en els països veïns freqüents revoltes i desitjos d'expansió, sobretot a les zones on el poder hitita estava menys consolidat.